# L'Elue 111
L'Elue 111, de son vrai nom Badélé Toussiane, est une artiste chanteuse burkinabé, née le 1er novembre. Le nom de scène, "l'Elue 111", est inspiré par sa date de naissance et symbolise son sentiment d'être élue par Dieu pour une mission spéciale.

## Biographie

### Enfance, formation et débuts
Elle nait et grandit à Koudougou. Elle y étudie jusqu'au CM2 puis poursuit ses études dans différentes villes du Burkina Faso. Elle fréquente ensuite l'école des sœurs de Lâ-Todin, à 25 km de Yako, où elle fait ses classes de sixième à la troisième. Elle revient faire sa classe de seconde à Dedougou, et entre 2015 et 2017, elle retourne à Koudougou pour terminer son cursus secondaire (classe de première et terminale) au Moukassa (collège saint joseph moukassa) de Koudougou, où elle obtient son baccalauréat avant de s'installer à Ouagadougou pour poursuivre ses études supérieures. Arrivée à Ouagadougou, elle obtient un BTS ainsi qu'une licence en communication et marketing. Les premiers pas d’Elue 111 dans le monde de la musique remontent à son enfance, où elle est déjà initiée à la musique par des concours de danse organisés par sa mère, née en Côte d'Ivoire. Parallèlement, sa participation à la chorale de l'église et son implication dans les mouvements religieux renforce son amour pour le chant. Pratiquant des activités extrascolaires dans des chœurs d'enfants, elle se fait remarquer par son timbre vocal en se produisant dans le chœur d'enfants CV-AV(Cœurs vaillants-Âmes vaillantes). Elle est sélectionnée pour donner son premier concert à l'âge de 7ans, ce qui l'encourage à poursuivre sa passion pour la musique.

## Carrière musicale
En 2017, l'Elue 111 se révèle au grand public en participant à Faso Academy, une compétition de musique organisée par la Radiodiffusion Télévision du Burkina (RTB), où elle quitte l'aventure en demi-finale. Elle décide de poursuivre sa passion et enregistre en 2018 son premier single "Tu es parti" arrangé par "Mister Wens", qui marque le début de sa carrière musicale. Le single est bien accueilli par le public et lui ouvre les portes de l'industrie musicale. Elle travaille ensuite sur d'autres singles, s'essayant à divers genres musicaux.
Un début de carrière en solo, elle fait la rencontre de sa maison de production "Samaya production" au début de l'année 2024  après s'être produite à la cérémonie de récompenses des "12 personnalités culturelles de l'année (12 PCA)", où elle fait valoir son talent en acoustique. Cette collaboration s'avère déterminante pour sa carrière, propulsant sa musique sur la scène nationale et sous régionale comme Accra, Bamako, Abidjan.Elle repart d'ailleurs avec le trophée "PCA de la révélation"".
En octobre 2022, elle présente son premier album intitulé "Visage". Cet album, composé de neuf titres, reflète sa diversité artistique et son engagement envers des thèmes tels que l'amour, le pardon et la foi. Le choix du nom "Visage" pour son album n'est pas anodin. C'est le reflet de sa diversité musicale et ses différentes influences, sans se limiter à un style particulier comme le coupé décalé, le reggae ou le tradi-moderne. Elle est cependant à l'aise dans les chansons avec voix, comme piano-voix ou guitare-voix. Aussi, elle choisit de chanter en français et en mooré pour toucher un large public et de célébrer la culture burkinabé. Le projet est bien accueilli par le public et la critique avec des titres tels que "À moitié pardonné", "Teegue wendé", "Y a rien dedans". Elle collabore également avec des artistes locaux tels que Cheezy sur l'album et Doudou Star Boy sur certains projets. Elle a son actif d'autres collaborations avec des artistes burkinabé tels que la Cartouch, le Verb, Malika la Slamazone.
Le 6 octobre 2023, elle lance un nouveau single intitulé "On s'en fou", accompagné d'une vidéo. La chanson adresse un message d'encouragement aux femmes qui font face à des critiques infondées, les incitant à rester concentrées sur leur travail.

## Engagement social
Parallèlement à sa carrière musicale, elle s'investit dans des actions caritatives et humanitaires. Elle visite régulièrement des orphelinats et des camps de déplacés, offrant son soutien et sa solidarité à ceux qui sont dans le besoin. En 2022, elle apporte son soutien aux personnes déplacées de la région de Panzani en 2022.

## Discographie

### Singles
Tu es parti (2018)
On s’en fou de ça (2023)

## Distinctions

### Prix
PCA de la révélation, 12 PCA (Personnalités culturelles de l'année), 2024

### Nominations
Kundé 2024 : l'Elue 111 est en lice avec Audray et Nabalum pour le trophée de la meilleure artiste féminin lors de la 22e édition. La cérémonie de remise des prix aura lieu le mercredi 8 mai 2024 à Ouagadougou,.